# Рашеви (Кротошинський повіт)
Рашеви (пол. Raszewy) — село в Польщі, у гміні Кобилін Кротошинського повіту Великопольського воєводства.
Населення — 103 особи (2011).
У 1975-1998 роках село належало до Лешненського воєводства.

## Демографія
Демографічна структура станом на 31 березня 2011 року:
|          | Загалом | Допрацездатний вік | Працездатний вік | Постпрацездатний вік |
| -------- | ------- | ------------------ | ---------------- | -------------------- |
| Чоловіки | 54      | 9                  | 38               | 7                    |
| Жінки    | 49      | 9                  | 25               | 15                   |
| Разом    | 103     | 18                 | 63               | 22                   |